# Llista de topònims de Sant Quirze de Besora
Llista de topònims (noms propis de lloc) del municipi de Sant Quirze de Besora, a Osona
Informació actualitzada per un bot. Els canvis manuals es perdran quan s'actualitzi!

## arbre singular
| imatge | Nom                   | Ubicat a              | instància de   | Detalls | coordenades                                                                                      | Protecció | Commons (més fotos) | Dades a WD                    |
| ------ | --------------------- | --------------------- | -------------- | ------- | ------------------------------------------------------------------------------------------------ | --------- | ------------------- | ----------------------------- |
|        | alzina de Can Baldiri | Sant Quirze de Besora | arbre singular |         | 42° 06′ 15″ N, 2° 13′ 42″ E / 42.1042033°N,2.2284095°E ca:A la zona del Pedró darrere de la Font |           |                     | Modifica les dades a Wikidata |
|        | roure de la Cubia     | Sant Quirze de Besora | arbre singular |         | 42° 05′ 55″ N, 2° 14′ 49″ E / 42.0986155°N,2.2468998°E ca:Casa de la Cubia S/N                   |           |                     | Modifica les dades a Wikidata |

## capella
| imatge | Nom                      | Ubicat a              | instància de                  | Detalls      | coordenades | Protecció | Commons (més fotos) | Dades a WD                    |
| ------ | ------------------------ | --------------------- | ----------------------------- | ------------ | --- | --------- | ------------------- | ----------------------------- |
|        | capella de Lourdes       | Sant Quirze de Besora | capella                       | 1898         | 42° 06′ 13″ N, 2° 13′ 03″ E / 42.1035768°N,2.2174201°E ca:Passeig del Ter, 2                                                    |           |                     | Modifica les dades a Wikidata |
|        | capella de Sant Sebastià | Sant Quirze de Besora | capella element arquitectònic | 1679         | 42° 06′ 01″ N, 2° 13′ 24″ E / 42.1003519°N,2.2232267°E ca:Dins de l'església Parroquial de Sant Quirze. Plaça de l'Església, 1. |           |                     | Modifica les dades a Wikidata |
|        | capelleta de Sant Josep  | Sant Quirze de Besora | capella element arquitectònic | 19th century | 42° 05′ 58″ N, 2° 13′ 25″ E / 42.0993615°N,2.2237497°E ca:Carrer de Sant Josep núm. 5-7                                         |           |                     | Modifica les dades a Wikidata |

## casa
| imatge | Nom                                                                | Ubicat a              | instància de | Detalls                            | coordenades | Protecció                                  | Commons (més fotos) | Dades a WD                    |
| ------ | ------------------------------------------------------------------ | --------------------- | ------------ | ---------------------------------- | --- | ------------------------------------------ | ------------------- | ----------------------------- |
|        | Barri Hostal Nou, 1 / Rambla Concepció, 60                         | Sant Quirze de Besora | casa         | 1769                               | 42° 06′ 11″ N, 2° 12′ 52″ E / 42.1030226°N,2.2145284°E ca:C/ Barri Hostal Nou,1 o Rambla de la Concepció, 60          |                                            |                     | Modifica les dades a Wikidata |
|        | Barri Hostal Nou, 2- 4                                             | Sant Quirze de Besora | casa         | 1773                               | 42° 06′ 11″ N, 2° 12′ 53″ E / 42.1029937°N,2.2147486°E ca:Barri Hostal Nou, 2-4                                       |                                            |                     | Modifica les dades a Wikidata |
|        | Barri Hostal Nou, 3                                                | Sant Quirze de Besora | casa         | 1760                               | 42° 06′ 11″ N, 2° 12′ 52″ E / 42.1031569°N,2.2145205°E ca:C/ Barri Hostal Nou, 3                                      |                                            |                     | Modifica les dades a Wikidata |
|        | Can Pere Ferrer                                                    | Sant Quirze de Besora | casa         |                                    | 42° 06′ 08″ N, 2° 12′ 39″ E / 42.1023594°N,2.2109214°E ca:Can Pere Ferrer                                             |                                            |                     | Modifica les dades a Wikidata |
|        | Can Roca                                                           | Sant Quirze de Besora | casa         | 1895                               | 42° 06′ 03″ N, 2° 13′ 00″ E / 42.100832°N,2.2165313°E ca:Carretera de Berga,18, Rambla de la Concepció, 21            |                                            |                     | Modifica les dades a Wikidata |
|        | Can Tenes                                                          | Sant Quirze de Besora | casa         | 1600                               | 42° 06′ 01″ N, 2° 13′ 21″ E / 42.1001767°N,2.2224569°E ca:Carrer del Pont, núm.16                                     |                                            |                     | Modifica les dades a Wikidata |
|        | Casa Martí                                                         | Sant Quirze de Besora | casa         | 1611                               | 42° 06′ 02″ N, 2° 13′ 22″ E / 42.10045°N,2.22271°E ca:Carrer Església núm. 7                                          |                                            |                     | Modifica les dades a Wikidata |
|        | Casa carrer del Pont , 58 i 60                                     | Sant Quirze de Besora | casa         | 20th century                       | 42° 06′ 04″ N, 2° 13′ 12″ E / 42.1010464°N,2.2198848°E ca:Carrer del Pont núm. 58                                     |                                            |                     | Modifica les dades a Wikidata |
|        | Casa carrer del Pont, 26                                           | Sant Quirze de Besora | casa         |                                    | 42° 06′ 03″ N, 2° 13′ 17″ E / 42.1007459°N,2.2214794°E ca:Carrer del Pont núm. 26                                     |                                            |                     | Modifica les dades a Wikidata |
|        | Casa carrer del Pont, 28                                           | Sant Quirze de Besora | casa         |                                    | 42° 06′ 03″ N, 2° 13′ 17″ E / 42.1007817°N,2.2214003°E ca:Carrer del Pont núm. 28                                     |                                            |                     | Modifica les dades a Wikidata |
|        | Casa carrer del Pont, 32                                           | Sant Quirze de Besora | casa         | 1779                               | 42° 06′ 03″ N, 2° 13′ 16″ E / 42.1008972°N,2.2212462°E ca:Carrer del Pont núm. 32                                     |                                            |                     | Modifica les dades a Wikidata |
|        | Casa carrer del Pont, 33 o Ca l'Espadaler                          | Sant Quirze de Besora | casa         |                                    | 42° 06′ 03″ N, 2° 13′ 16″ E / 42.1008136°N,2.2210137°E ca:Carrer del Pont núm. 33                                     |                                            |                     | Modifica les dades a Wikidata |
|        | Casa carrer del Pont, 34                                           | Sant Quirze de Besora | casa         |                                    | 42° 06′ 03″ N, 2° 13′ 16″ E / 42.1009429°N,2.2211449°E ca:Carrer del Pont núm. 34                                     |                                            |                     | Modifica les dades a Wikidata |
|        | Casa carrer del Pont, 38                                           | Sant Quirze de Besora | casa         |                                    | 42° 06′ 04″ N, 2° 13′ 15″ E / 42.1010026°N,2.2209386°E ca:Carrer del Pont núm. 38                                     |                                            |                     | Modifica les dades a Wikidata |
|        | Casa carrer del Pont, 49, 51 i 53                                  | Sant Quirze de Besora | casa         | 1890s                              | 42° 06′ 03″ N, 2° 13′ 13″ E / 42.100937°N,2.2201923°E ca:Carrer del Pont núm. 49, 51 i 53                             |                                            |                     | Modifica les dades a Wikidata |
|        | Casa carrer del Pont, 56                                           | Sant Quirze de Besora | casa         |                                    | 42° 06′ 04″ N, 2° 13′ 12″ E / 42.1010405°N,2.2199354°E ca:Carrer del Pont núm. 56                                     |                                            |                     | Modifica les dades a Wikidata |
|        | Casa carrer del Pont, 57-59                                        | Sant Quirze de Besora | casa         |                                    | 42° 06′ 03″ N, 2° 13′ 10″ E / 42.1008952°N,2.2195171°E ca:Carrer del Pont núm. 55, 57-59                              |                                            |                     | Modifica les dades a Wikidata |
|        | Casa carrer del Pont, 64                                           | Sant Quirze de Besora | casa         | 1677                               | 42° 06′ 04″ N, 2° 13′ 10″ E / 42.1010026°N,2.219477°E ca:Carrer del Pont núm. 64                                      |                                            |                     | Modifica les dades a Wikidata |
|        | Cases obreres i habitatges per als encarregats de la fàbrica Guixà | Sant Quirze de Besora | casa         |                                    | 42° 05′ 57″ N, 2° 13′ 32″ E / 42.0990946°N,2.2255157°E ca:Cerre d'en Jeroni Guixà cantonada amb Carrer de la Foradada |                                            |                     | Modifica les dades a Wikidata |
|        | carrer del Pont, 24. Antiga sèquia i captació d'aigua corrent      | Sant Quirze de Besora | casa         |                                    | 42° 06′ 03″ N, 2° 13′ 17″ E / 42.1007798°N,2.2215046°E ca:Carrer del Pont núm. 24                                     |                                            |                     | Modifica les dades a Wikidata |
|        | casa al carrer del Pont , 20                                       | Sant Quirze de Besora | casa         |                                    | 42° 06′ 02″ N, 2° 13′ 18″ E / 42.1006404°N,2.2217408°E ca:Carrer del Pont núm. 20                                     |                                            |                     | Modifica les dades a Wikidata |
|        | casa de la Plaça Major, 13 i 14                                    | Sant Quirze de Besora | casa         | 1773                               | 42° 06′ 00″ N, 2° 13′ 22″ E / 42.1000454°N,2.2227385°E ca:Plaça Major núm. 13 i 14                                    |                                            |                     | Modifica les dades a Wikidata |
|        | casa de la Rambla de la Concepció, 13                              | Sant Quirze de Besora | casa         |                                    | 42° 06′ 01″ N, 2° 13′ 01″ E / 42.1004156°N,2.2170067°E ca:Rambla de la Concepció, 13                                  |                                            |                     | Modifica les dades a Wikidata |
|        | casa de la Rambla de la Concepció, 36                              | Sant Quirze de Besora | casa         | 1800                               | 42° 06′ 06″ N, 2° 12′ 58″ E / 42.1015454°N,2.2161449°E ca:Rambla de la Concepció, 36                                  |                                            |                     | Modifica les dades a Wikidata |
|        | casa de la plaça Major, 2                                          | Sant Quirze de Besora | casa         |                                    | 42° 06′ 01″ N, 2° 13′ 22″ E / 42.1002106°N,2.2228808°E ca:Plaça Major núm. 2                                          |                                            |                     | Modifica les dades a Wikidata |
|        | casa del Carrer St Josep,18 o Villa Maria                          | Sant Quirze de Besora | casa         | 20th century                       | 42° 05′ 58″ N, 2° 13′ 22″ E / 42.099566°N,2.2228814°E ca:Carrer de Sant Josep núm.18                                  |                                            |                     | Modifica les dades a Wikidata |
|        | casa del Carrer de Sant Josep,13                                   | Sant Quirze de Besora | casa         |                                    | 42° 05′ 58″ N, 2° 13′ 24″ E / 42.0993387°N,2.223317°E ca:Carrer de Sant Josep núm. 13                                 |                                            |                     | Modifica les dades a Wikidata |
|        | casa del Carrer de les Roques, 2                                   | Sant Quirze de Besora | casa         |                                    | 42° 06′ 04″ N, 2° 13′ 09″ E / 42.1010873°N,2.2191661°E ca:Carrer de les Roques núm 2 (embegut per la finca núm. 3)    |                                            |                     | Modifica les dades a Wikidata |
|        | casa del Carrer del Pont, 11                                       | Sant Quirze de Besora | casa         | 1886                               | 42° 06′ 02″ N, 2° 13′ 19″ E / 42.1004584°N,2.2219071°E ca:Carrer del Pont núm. 11                                     |                                            |                     | Modifica les dades a Wikidata |
|        | casa del Carrer del Pont, 2                                        | Sant Quirze de Besora | casa         | 1642                               | 42° 06′ 01″ N, 2° 13′ 20″ E / 42.100336°N,2.2223498°E ca:Carrer del Pont núm. 2                                       |                                            |                     | Modifica les dades a Wikidata |
|        | casa del Carrer del Pont, 21 o can Tija                            | Sant Quirze de Besora | casa         |                                    | 42° 06′ 02″ N, 2° 13′ 17″ E / 42.1006603°N,2.2214454°E ca:Carrer del Pont núm. 21                                     |                                            |                     | Modifica les dades a Wikidata |
|        | casa del Carrer del Pont, 22                                       | Sant Quirze de Besora | casa         |                                    | 42° 06′ 02″ N, 2° 13′ 18″ E / 42.1006902°N,2.2216441°E ca:Carrer del Pont núm. 22                                     |                                            |                     | Modifica les dades a Wikidata |
|        | casa del Carrer del Pont, 3- 5                                     | Sant Quirze de Besora | casa         |                                    | 42° 06′ 01″ N, 2° 13′ 20″ E / 42.100332°N,2.2221246°E ca:Carrer del Pont núm. 3-5                                     |                                            |                     | Modifica les dades a Wikidata |
|        | casa del Carrer del Pont, 7                                        | Sant Quirze de Besora | casa         |                                    | 42° 06′ 01″ N, 2° 13′ 19″ E / 42.1003718°N,2.2218628°E ca:Carrer del Pont núm.7                                       |                                            |                     | Modifica les dades a Wikidata |
|        | casa del Carrer del Pont, 8                                        | Sant Quirze de Besora | casa         | 1780                               | 42° 06′ 02″ N, 2° 13′ 20″ E / 42.1004394°N,2.2221242°E ca:Carrer del Pont núm. 8                                      |                                            |                     | Modifica les dades a Wikidata |
|        | casa del Carrer del Pont,13                                        | Sant Quirze de Besora | casa         | 1878                               | 42° 06′ 02″ N, 2° 13′ 19″ E / 42.1004753°N,2.2219178°E ca:Carrer del Pont núm. 13                                     |                                            |                     | Modifica les dades a Wikidata |
|        | casa del Carrer del Pont,19                                        | Sant Quirze de Besora | casa         |                                    | 42° 06′ 02″ N, 2° 13′ 18″ E / 42.1006106°N,2.2215841°E ca:Carrer del Pont núm. 19                                     |                                            |                     | Modifica les dades a Wikidata |
|        | casa del Passeig del Ter, 15                                       | Sant Quirze de Besora | casa         | 1900                               | 42° 06′ 04″ N, 2° 13′ 09″ E / 42.101078°N,2.2190444°E ca:Passeig del Ter núm. 15                                      |                                            |                     | Modifica les dades a Wikidata |
|        | casa del carrer Besora, 28-30                                      | Sant Quirze de Besora | casa         |                                    | 42° 06′ 09″ N, 2° 13′ 32″ E / 42.1024379°N,2.2254921°E ca:Carrer de Besora núm. 30                                    |                                            |                     | Modifica les dades a Wikidata |
|        | casa del carrer de Sant Josep,17                                   | Sant Quirze de Besora | casa         | 1901                               | 42° 05′ 58″ N, 2° 13′ 22″ E / 42.0993586°N,2.2228528°E ca:Carrer de Sant Josep núm. 17                                |                                            |                     | Modifica les dades a Wikidata |
|        | casa del carrer de les Roques, 3                                   | Sant Quirze de Besora | casa         |                                    | 42° 06′ 04″ N, 2° 13′ 09″ E / 42.1011059°N,2.2192615°E ca:Carrer de les Roques núm. 3                                 |                                            |                     | Modifica les dades a Wikidata |
|        | casa del carrer del Pont, 1                                        | Sant Quirze de Besora | casa         |                                    | 42° 06′ 01″ N, 2° 13′ 20″ E / 42.1002583°N,2.2222869°E ca:C/ Pont núm. 1 (antic carrer de la Plaça)                   |                                            |                     | Modifica les dades a Wikidata |
|        | casa del carrer dels Patis, 30                                     | Sant Quirze de Besora | casa         |                                    | 42° 06′ 02″ N, 2° 13′ 22″ E / 42.1006424°N,2.2227187°E ca:Carrer dels Pati núm. 34                                    |                                            |                     | Modifica les dades a Wikidata |
|        | casa dels Espadaler.                                               | Sant Quirze de Besora | casa         | Estil: arquitectura eclèctica 1900 | 42° 06′ 02″ N, 2° 13′ 00″ E / 42.1006439°N,2.2167397°E ca:Rambla de la Comcepció, 17                                  |                                            |                     | Modifica les dades a Wikidata |
|        | cases de la carretera de Berga                                     | Sant Quirze de Besora | casa         | 1886                               | 42° 06′ 00″ N, 2° 12′ 57″ E / 42.100116°N,2.2157527°E ca:Carretera de Berga s/n                                       |                                            |                     | Modifica les dades a Wikidata |
|        | les Comes                                                          | Sant Quirze de Besora | casa         | Estil: arquitectura popular        | 42° 06′ 00″ N, 2° 13′ 24″ E / 42.099976°N,2.223197°E ca:Plaça Major núm. 6                                            | bé integrant del patrimoni cultural català |                     | Modifica les dades a Wikidata |

## conjunt d'edificis
| imatge | Nom                                                       | Ubicat a              | instància de            | Detalls | coordenades | Protecció | Commons (més fotos) | Dades a WD                    |
| ------ | --------------------------------------------------------- | --------------------- | ----------------------- | ------- | --- | --------- | ------------------- | ----------------------------- |
|        | Carrer Besora, 2,4 i 6                                    | Sant Quirze de Besora | conjunt d'edificis casa |         | 42° 06′ 04″ N, 2° 13′ 27″ E / 42.1012293°N,2.2241199°E ca:Carrer de Besora núm. 2,4 i 6                              |           |                     | Modifica les dades a Wikidata |
|        | Els quatre cantons                                        | Sant Quirze de Besora | conjunt d'edificis      | 1880s   | 42° 06′ 03″ N, 2° 13′ 00″ E / 42.1007947°N,2.2166755°E ca:Els Quatre Cantons                                         |           |                     | Modifica les dades a Wikidata |
|        | Farinera                                                  | Sant Quirze de Besora | conjunt d'edificis      | 1890    | 42° 06′ 06″ N, 2° 12′ 58″ E / 42.1017032°N,2.2161391°E ca:Rambla de la Concepció, 38                                 |           |                     | Modifica les dades a Wikidata |
|        | Restes d'un passatge o carrer al darrere de la casa Martí | Sant Quirze de Besora | conjunt d'edificis      |         | 42° 06′ 02″ N, 2° 13′ 21″ E / 42.10053°N,2.22254°E ca:Entre el carrer església núm. 1-3 i el núm. 5                  |           |                     | Modifica les dades a Wikidata |
|        | Vestigis d'antigues cases del carrer Torelló              | Sant Quirze de Besora | conjunt d'edificis      |         | 42° 05′ 59″ N, 2° 13′ 25″ E / 42.0997071°N,2.223733°E ca:Antic emplaçament de les finques 1, 3, 5, 7, 9, 11, 13 i 17 |           |                     | Modifica les dades a Wikidata |

## creu de terme
| imatge | Nom                          | Ubicat a              | instància de  | Detalls      | coordenades                                                                     | Protecció | Commons (més fotos) | Dades a WD                    |
| ------ | ---------------------------- | --------------------- | ------------- | ------------ | ------------------------------------------------------------------------------- | --------- | ------------------- | ----------------------------- |
|        | creu del pedró de l'Església | Sant Quirze de Besora | creu de terme | 19th century | 42° 06′ 01″ N, 2° 13′ 22″ E / 42.1003523°N,2.2228752°E ca:Placeta de l'Església |           |                     | Modifica les dades a Wikidata |
|        | creu termenal del cementiri  | Sant Quirze de Besora | creu de terme |              | 42° 06′ 06″ N, 2° 13′ 11″ E / 42.101716600230574°N,2.219776038295199°E          |           |                     | Modifica les dades a Wikidata |

## curs d'aigua
| imatge | Nom                   | Ubicat a                                  | instància de               | Detalls                                                 | coordenades                                                                                             | Protecció | Commons (més fotos) | Dades a WD                    |
| ------ | --------------------- | ----------------------------------------- | -------------------------- | ------------------------------------------------------- | --- | --------- | ------------------- | ----------------------------- |
|        | Ter                   | Ripollès Osona Selva Gironès Baix Empordà | curs d'aigua riu principal | Desemboca: mar Mediterrània Llarg: 208km Conca: 3010km² | 42° 25′ 40″ N, 2° 15′ 24″ E / 42.427778°N,2.256667°E 42° 01′ 24″ N, 3° 11′ 31″ E / 42.02347°N,3.19187°E |           | Ter River           | Modifica les dades a Wikidata |
|        | riera de Cussons      | Sant Quirze de Besora                     | curs d'aigua               |                                                         | 42° 05′ 54″ N, 2° 12′ 38″ E / 42.0982224°N,2.2106236°E ca:Riera de Cussons                              |           |                     | Modifica les dades a Wikidata |
|        | riera de la Foradada  | Sant Quirze de Besora                     | curs d'aigua               |                                                         | 42° 06′ 02″ N, 2° 13′ 59″ E / 42.1004355°N,2.2330531°E ca:Riera de la Forada                            |           |                     | Modifica les dades a Wikidata |
|        | torrent de l'Illa     | Orís Sant Quirze de Besora                | curs d'aigua               | Desemboca: Ter                                          | 42° 05′ 32″ N, 2° 14′ 14″ E / 42.09234709793421°N,2.237327098846436°E                                   |           |                     | Modifica les dades a Wikidata |
|        | torrent de les Cúbies | Sant Quirze de Besora                     | curs d'aigua               | Desemboca: torrent de l'Illa                            | 42° 05′ 49″ N, 2° 15′ 15″ E / 42.0968691°N,2.2542975°E ca:Torrent de les Cúbies                         |           |                     | Modifica les dades a Wikidata |

## edifici
| imatge | Nom                                       | Ubicat a              | instància de | Detalls                     | coordenades                                                                                                  | Protecció                                  | Commons (més fotos) | Dades a WD                    |
| ------ | ----------------------------------------- | --------------------- | ------------ | --------------------------- | --- | ------------------------------------------ | ------------------- | ----------------------------- |
|        | Antic molí bataner                        | Sant Quirze de Besora | edifici      | 1714                        | 42° 06′ 14″ N, 2° 13′ 00″ E / 42.103938°N,2.2166948°E ca:Passeig del Ter núm.2                               |                                            |                     | Modifica les dades a Wikidata |
|        | Antiga Cogulera                           | Sant Quirze de Besora | edifici      | 1835                        | 42° 05′ 59″ N, 2° 13′ 04″ E / 42.0997429°N,2.2176867°E ca:Rambla de la Concepció, 5                          |                                            |                     | Modifica les dades a Wikidata |
|        | Casal dels Avis                           | Sant Quirze de Besora | edifici      | Estil: arquitectura popular | 42° 06′ 04″ N, 2° 13′ 18″ E / 42.101129°N,2.221775°E ca:Carrer dels Patis, 20                                | bé integrant del patrimoni cultural català |                     | Modifica les dades a Wikidata |
|        | Cinema Pirenaico/ cinema Núria            | Sant Quirze de Besora | edifici      | 1940                        | 42° 06′ 03″ N, 2° 12′ 59″ E / 42.1007947°N,2.2165224°E ca:Carretera de Berga, 18. Rambla de la Concepció, 21 |                                            |                     | Modifica les dades a Wikidata |
|        | Cobert i pallissa del molí de la Foradada | Sant Quirze de Besora | edifici      |                             | 42° 06′ 00″ N, 2° 13′ 59″ E / 42.100119°N,2.2329417°E ca:Cabana del Molí S/N                                 |                                            |                     | Modifica les dades a Wikidata |
|        | Congregació de la Immaculada Concepció    | Sant Quirze de Besora | edifici      |                             | 42° 06′ 04″ N, 2° 13′ 00″ E / 42.1009728°N,2.2167099°E ca:Carretera de Berga, 12                             |                                            |                     | Modifica les dades a Wikidata |
|        | Cooperativa Unió d'Amics                  | Sant Quirze de Besora | edifici      |                             | 42° 06′ 00″ N, 2° 13′ 18″ E / 42.10007°N,2.22178°E ca:Carrer Joan Baptista Espadaler núm. 6                  | bé cultural d'interès local                |                     | Modifica les dades a Wikidata |
|        | Edifici Carrer Església, 3                | Sant Quirze de Besora | edifici      |                             | 42° 06′ 01″ N, 2° 13′ 22″ E / 42.1003986°N,2.2226742°E ca:C/ Església núm. 5                                 |                                            |                     | Modifica les dades a Wikidata |
|        | Edifici Carrer Torelló 12-14              | Sant Quirze de Besora | edifici      |                             | 42° 05′ 59″ N, 2° 13′ 25″ E / 42.0996514°N,2.2234896°E ca:Carrer Torelló 12-14                               |                                            |                     | Modifica les dades a Wikidata |
|        | Edifici Carrer Torelló, 10                | Sant Quirze de Besora | edifici      |                             | 42° 05′ 59″ N, 2° 13′ 24″ E / 42.0997449°N,2.2232132°E ca:Carrer Torelló, núm. 10                            |                                            |                     | Modifica les dades a Wikidata |
|        | Edifici Carrer Torelló, 2,4 i 6           | Sant Quirze de Besora | edifici      |                             | 42° 05′ 59″ N, 2° 13′ 23″ E / 42.0997787°N,2.2231275°E ca:C/ Torelló. número 2, 4 i 6                        |                                            |                     | Modifica les dades a Wikidata |
|        | Edifici Carrer Torelló, 8                 | Sant Quirze de Besora | edifici      | 1823                        | 42° 05′ 59″ N, 2° 13′ 24″ E / 42.0996912°N,2.2233044°E ca:Carrer Torelló núm. 8                              |                                            |                     | Modifica les dades a Wikidata |
|        | Edifici Carrer de Torelló, 16-18          | Sant Quirze de Besora | edifici      |                             | 42° 05′ 58″ N, 2° 13′ 25″ E / 42.0995717°N,2.2237364°E ca:C/ Torelló 16-18.                                  |                                            |                     | Modifica les dades a Wikidata |
|        | Edifici Carrer de l'Església, 1           | Sant Quirze de Besora | edifici      |                             | 42° 06′ 01″ N, 2° 13′ 21″ E / 42.10038°N,2.22252°E ca:Carrer de l'Església, 1                                |                                            |                     | Modifica les dades a Wikidata |
|        | Hostal Nou                                | Sant Quirze de Besora | edifici      | 1760                        | 42° 06′ 12″ N, 2° 12′ 53″ E / 42.1032156°N,2.214641°E ca:Plaça de l'Hostal Nou, 5                            |                                            |                     | Modifica les dades a Wikidata |
|        | Pou de la cabana del molí de Can Domènech | Sant Quirze de Besora | edifici      | 18th century                | 42° 06′ 01″ N, 2° 13′ 59″ E / 42.1002534°N,2.2329792°E ca:Cabana del molí de can Domènech                    |                                            |                     | Modifica les dades a Wikidata |
|        | Teatre el Centre                          | Sant Quirze de Besora | edifici      | 1904                        | 42° 06′ 03″ N, 2° 13′ 21″ E / 42.1007937°N,2.2225126°E ca:Carrer dels Patis núm. 24                          |                                            |                     | Modifica les dades a Wikidata |
|        | la Rovira Vella                           | Sant Quirze de Besora | edifici      |                             | 42° 06′ 13″ N, 2° 12′ 24″ E / 42.1035161°N,2.2068036°E ca:La Rovira                                          |                                            |                     | Modifica les dades a Wikidata |
|        | les cases Barates                         | Sant Quirze de Besora | edifici      |                             | 42° 06′ 01″ N, 2° 12′ 59″ E / 42.1003061°N,2.2163154°E ca:Carretera de Berga, 13-15                          |                                            |                     | Modifica les dades a Wikidata |

## element arquitectònic
| imatge | Nom                                       | Ubicat a              | instància de          | Detalls                                   | coordenades | Protecció | Commons (més fotos) | Dades a WD                    |
| ------ | ----------------------------------------- | --------------------- | --------------------- | ----------------------------------------- | --- | --------- | ------------------- | ----------------------------- |
|        | Basament d'una torre de defensa           | Sant Quirze de Besora | element arquitectònic |                                           | 42° 05′ 59″ N, 2° 13′ 21″ E / 42.0998424°N,2.2225646°E ca:Als horts del darrere de la casa núm. 13 i 14 de la Plaça Major. |           |                     | Modifica les dades a Wikidata |
|        | Elements escultòrics                      | Sant Quirze de Besora | element arquitectònic | Estil: arquitectura romànica 12nd century | 42° 06′ 13″ N, 2° 13′ 02″ E / 42.1036584°N,2.2173365°E ca:Passeig del Ter, 2                                               |           |                     | Modifica les dades a Wikidata |
|        | Llindes de les Comes                      | Sant Quirze de Besora | element arquitectònic | 1797                                      | 42° 06′ 25″ N, 2° 13′ 44″ E / 42.1070094°N,2.2288063°E ca:Masia de les Comes S/N                                           |           |                     | Modifica les dades a Wikidata |
|        | forn de pa de la Cooperativa Unió d'Amics | Sant Quirze de Besora | element arquitectònic | 1931                                      | 42° 06′ 00″ N, 2° 13′ 18″ E / 42.0999932°N,2.2217337°E ca:Carrer Joan Baptista Espadaler núm. 6                            |           |                     | Modifica les dades a Wikidata |

## església
| imatge | Nom                                                        | Ubicat a              | instància de     | Detalls                     | coordenades | Protecció                                  | Commons (més fotos)                          | Dades a WD                    |
| ------ | ---------------------------------------------------------- | --------------------- | ---------------- | --------------------------- | --- | ------------------------------------------ | -------------------------------------------- | ----------------------------- |
|        | Mare de Déu de Montserrat                                  | Sant Quirze de Besora | església capella |                             | 42° 05′ 53″ N, 2° 13′ 38″ E / 42.098173°N,2.227089°E ca:C/ de Bellmunt S/N                                               |                                            |                                              | Modifica les dades a Wikidata |
|        | Restes de muralla i torres als horts de darrere l'Església | Sant Quirze de Besora | església         |                             | 42° 06′ 01″ N, 2° 13′ 24″ E / 42.1002603°N,2.2234214°E ca:C/ Església núm.6                                              |                                            |                                              | Modifica les dades a Wikidata |
|        | edifici del carrer Església, 11                            | Sant Quirze de Besora | església         |                             | 42° 06′ 02″ N, 2° 13′ 22″ E / 42.1005051°N,2.2228485°E ca:Carrer de l'església núm. 11 o també carrer dels Patis núm. 34 |                                            |                                              | Modifica les dades a Wikidata |
|        | església parroquial de Sant Quirze de Besora               | Sant Quirze de Besora | església         | Estil: arquitectura barroca | 42° 06′ 02″ N, 2° 13′ 23″ E / 42.100521°N,2.223125°E ca:Plaça de l'Església                                              | bé integrant del patrimoni cultural català | Església parroquial de Sant Quirze de Besora | Modifica les dades a Wikidata |

## font
| imatge | Nom                                         | Ubicat a              | instància de | Detalls            | coordenades                                                                                      | Protecció | Commons (més fotos) | Dades a WD                    |
| ------ | ------------------------------------------- | --------------------- | ------------ | ------------------ | ------------------------------------------------------------------------------------------------ | --------- | ------------------- | ----------------------------- |
|        | Font Fresca                                 | Sant Quirze de Besora | font         |                    | 42° 06′ 00″ N, 2° 13′ 26″ E / 42.1000573°N,2.2240181°E ca:Al carrer Pau Casals S/N               |           |                     | Modifica les dades a Wikidata |
|        | Font Surinyo                                | Sant Quirze de Besora | font         |                    | 42° 06′ 32″ N, 2° 13′ 51″ E / 42.1089924°N,2.2308159°E ca:Torrent de Revell                      |           |                     | Modifica les dades a Wikidata |
|        | Font i monument a l'aigua de la Plaça Major | Sant Quirze de Besora | font         | 1896               | 42° 06′ 00″ N, 2° 13′ 23″ E / 42.0999678°N,2.2229907°E ca:Al centre de la Plaça Major            |           |                     | Modifica les dades a Wikidata |
|        | Font i parc de l'Espadaler                  | Sant Quirze de Besora | font         | 1990               | 42° 05′ 55″ N, 2° 12′ 54″ E / 42.0986931°N,2.2150488°E ca:Parc J.M Espadaler                     |           |                     | Modifica les dades a Wikidata |
|        | Font termenal                               | Sant Quirze de Besora | font         |                    | 42° 06′ 01″ N, 2° 16′ 26″ E / 42.1002285°N,2.2739969°E ca:Camí de Garganter a Boscatell .PR C-45 |           |                     | Modifica les dades a Wikidata |
|        | Glorieta de Can Trinxet                     | Sant Quirze de Besora | font         | 1898 Estat: malmès | 42° 06′ 07″ N, 2° 13′ 06″ E / 42.1019917°N,2.2183703°E ca:Passeig del Ter, 2                     |           |                     | Modifica les dades a Wikidata |
|        | font de Can PereFerrer                      | Sant Quirze de Besora | font         |                    | 42° 06′ 08″ N, 2° 12′ 38″ E / 42.1022813°N,2.210426°E ca:Can Pere Ferrer                         |           |                     | Modifica les dades a Wikidata |
|        | font de Lourdes                             | Sant Quirze de Besora | font         | 1898               | 42° 06′ 13″ N, 2° 13′ 02″ E / 42.1036892°N,2.2172417°E ca:Passeig del Ter, 3                     |           |                     | Modifica les dades a Wikidata |
|        | font de Sant Jordi                          | Sant Quirze de Besora | font         | 1985               | 42° 05′ 58″ N, 2° 13′ 11″ E / 42.0995578°N,2.2198096°E ca:Passeig de la Verneda                  |           |                     | Modifica les dades a Wikidata |
|        | font de la Petja                            | Sant Quirze de Besora | font         | 1898               | 42° 05′ 54″ N, 2° 12′ 25″ E / 42.0983259°N,2.206854°E ca:Font de la Petja                        |           |                     | Modifica les dades a Wikidata |
|        | font de la Sagrada Família                  | Sant Quirze de Besora | font         | 1964               | 42° 06′ 09″ N, 2° 13′ 01″ E / 42.1023678°N,2.2169839°E ca:Carrer Mestre Quer S/N                 |           |                     | Modifica les dades a Wikidata |
|        | font de la Vinya                            | Sant Quirze de Besora | font         |                    | 42° 06′ 19″ N, 2° 13′ 25″ E / 42.1052633°N,2.2236852°E ca:Ctra.BV-5227 Pk 1,5                    |           |                     | Modifica les dades a Wikidata |
|        | font del Bufí                               | Sant Quirze de Besora | font         | 1903               | 42° 05′ 51″ N, 2° 13′ 27″ E / 42.0974064°N,2.2242°E ca:Font del Bufí                             |           |                     | Modifica les dades a Wikidata |
|        | font del Cap carrer o Cap de Pont           | Sant Quirze de Besora | font         | 1990               | 42° 06′ 03″ N, 2° 13′ 09″ E / 42.100922°N,2.2192972°E ca:Carrer del Pont S/N                     |           |                     | Modifica les dades a Wikidata |
|        | font del Freixa                             | Sant Quirze de Besora | font         |                    | 42° 06′ 21″ N, 2° 13′ 47″ E / 42.105731°N,2.2296653°E ca:Riera de les Comes                      |           |                     | Modifica les dades a Wikidata |
|        | font del Gaig                               | Sant Quirze de Besora | font         |                    | 42° 06′ 20″ N, 2° 13′ 11″ E / 42.1054713°N,2.2197559°E ca:Font i torrent del Gaig                |           |                     | Modifica les dades a Wikidata |
|        | font del Roure                              | Sant Quirze de Besora | font         |                    | 42° 06′ 00″ N, 2° 15′ 07″ E / 42.1000772°N,2.2520823°E ca:A la zona del Solà                     |           |                     | Modifica les dades a Wikidata |
|        | font del primer Racó o de l'Horta           | Sant Quirze de Besora | font         |                    | 42° 05′ 56″ N, 2° 14′ 55″ E / 42.0989289°N,2.2484894°E ca:El primer racó                         |           |                     | Modifica les dades a Wikidata |
|        | font dels Mestres                           | Sant Quirze de Besora | font         |                    | 42° 06′ 04″ N, 2° 13′ 16″ E / 42.1009803°N,2.2210708°E ca:Plaça dels Mestres                     |           |                     | Modifica les dades a Wikidata |

## masia
| imatge | Nom                   | Ubicat a              | instància de  | Detalls                                      | coordenades                                                                                   | Protecció                                  | Commons (més fotos)                 | Dades a WD                    |
| ------ | --------------------- | --------------------- | ------------- | -------------------------------------------- | --------------------------------------------------------------------------------------------- | ------------------------------------------ | ----------------------------------- | ----------------------------- |
|        | Can Baldiri           | Sant Quirze de Besora | masia         |                                              | 42° 06′ 06″ N, 2° 13′ 50″ E / 42.101665°N,2.230507°E ca:Mas de Can Baldiri S/N 634 msnm       |                                            |                                     | Modifica les dades a Wikidata |
|        | Can Pere Ferrer       | Sant Quirze de Besora | masia         |                                              | 42° 06′ 13″ N, 2° 12′ 43″ E / 42.1035512304413°N,2.2118861337538°E                            |                                            |                                     | Modifica les dades a Wikidata |
|        | Can Trinxet           | Sant Quirze de Besora | masia fàbrica |                                              | 42° 06′ 16″ N, 2° 12′ 59″ E / 42.1045729107908°N,2.21640889108752°E ca:Passei del Ter. Núm. 3 |                                            | Can Trinxet (Sant Quirze de Besora) | Modifica les dades a Wikidata |
|        | Marinyac              | Sant Quirze de Besora | masia         |                                              | 42° 06′ 38″ N, 2° 13′ 39″ E / 42.1106382650606°N,2.22763146474156°E                           |                                            |                                     | Modifica les dades a Wikidata |
|        | Masia de la Coromina  | Sant Quirze de Besora | masia         | Estil: arquitectura neoclàssica 18th century | 42° 06′ 35″ N, 2° 12′ 53″ E / 42.10974°N,2.214706°E ca:Prop de l'Estació 600 msnm             | bé integrant del patrimoni cultural català |                                     | Modifica les dades a Wikidata |
|        | Pallissa de les Comes | Sant Quirze de Besora | masia         |                                              | 42° 06′ 26″ N, 2° 13′ 42″ E / 42.1072188°N,2.2283855°E ca:Mas de les Comes                    |                                            |                                     | Modifica les dades a Wikidata |
|        | el Bufí               | Sant Quirze de Besora | masia         |                                              | 42° 05′ 49″ N, 2° 13′ 23″ E / 42.096859°N,2.222995°E 590 msnm                                 |                                            |                                     | Modifica les dades a Wikidata |
|        | el Pla                | Sant Quirze de Besora | masia         |                                              | 42° 06′ 08″ N, 2° 13′ 35″ E / 42.1023435897666°N,2.22632924155258°E                           |                                            |                                     | Modifica les dades a Wikidata |
|        | el Solà               | Sant Quirze de Besora | masia         |                                              | 42° 05′ 41″ N, 2° 14′ 15″ E / 42.0947090923608°N,2.2375351043652°E                            |                                            |                                     | Modifica les dades a Wikidata |
|        | l'Illa                | Sant Quirze de Besora | masia         |                                              | 42° 05′ 30″ N, 2° 14′ 03″ E / 42.0917415162556°N,2.23416070470992°E                           |                                            |                                     | Modifica les dades a Wikidata |
|        | la Cúbia              | Sant Quirze de Besora | masia         | Estat: ruïnós                                | 42° 05′ 54″ N, 2° 14′ 48″ E / 42.098397°N,2.246547°E 660 msnm                                 |                                            |                                     | Modifica les dades a Wikidata |
|        | la Foradada           | Sant Quirze de Besora | masia         |                                              | 42° 06′ 01″ N, 2° 13′ 59″ E / 42.100316445784°N,2.23293281795114°E                            |                                            |                                     | Modifica les dades a Wikidata |
|        | la Pallissa           | Sant Quirze de Besora | masia         |                                              | 42° 06′ 22″ N, 2° 13′ 21″ E / 42.1062182823307°N,2.22261742175956°E                           |                                            |                                     | Modifica les dades a Wikidata |
|        | la Rovira Nova        | Sant Quirze de Besora | masia         |                                              | 42° 06′ 12″ N, 2° 12′ 25″ E / 42.1033459617188°N,2.20693005584433°E                           |                                            |                                     | Modifica les dades a Wikidata |
|        | la Verneda            | Sant Quirze de Besora | masia         |                                              | 42° 06′ 35″ N, 2° 12′ 55″ E / 42.1096171478595°N,2.21518560838935°E                           |                                            |                                     | Modifica les dades a Wikidata |
|        | la Vinya              | Sant Quirze de Besora | masia         | Estil: arquitectura popular                  | 42° 06′ 14″ N, 2° 13′ 25″ E / 42.10399°N,2.223661°E ca:Mas de la Vinya S/N                    | bé integrant del patrimoni cultural català |                                     | Modifica les dades a Wikidata |
|        | les Comes             | Sant Quirze de Besora | masia         | Estil: arquitectura popular                  | 42° 06′ 25″ N, 2° 13′ 44″ E / 42.107002°N,2.228825°E ca:Diisemiinat de les Comes              | bé integrant del patrimoni cultural català |                                     | Modifica les dades a Wikidata |

## mobiliari urbà
| imatge | Nom                                    | Ubicat a              | instància de                       | Detalls      | coordenades                                                                           | Protecció | Commons (més fotos) | Dades a WD                    |
| ------ | -------------------------------------- | --------------------- | ---------------------------------- | ------------ | ------------------------------------------------------------------------------------- | --------- | ------------------- | ----------------------------- |
|        | Estacions i parades del Via Crucis     | Sant Quirze de Besora | mobiliari urbà                     | 19th century | 42° 06′ 01″ N, 2° 13′ 23″ E / 42.1004045°N,2.2229926°E                                |           |                     | Modifica les dades a Wikidata |
|        | Placa Commemorativa a la família Martí | Sant Quirze de Besora | mobiliari urbà placa commemorativa | 2018         | 42° 06′ 01″ N, 2° 13′ 22″ E / 42.1004077°N,2.2227077°E ca:Carrer de l'Església núm. 7 |           |                     | Modifica les dades a Wikidata |
|        | Placa d'Òmnium Cultural                | Sant Quirze de Besora | mobiliari urbà placa commemorativa | 1992         | 42° 06′ 01″ N, 2° 13′ 20″ E / 42.1004156°N,2.2220996°E ca:C/del Pont núm.8            |           |                     | Modifica les dades a Wikidata |

## muntanya
| imatge | Nom                 | Ubicat a              | instància de | Detalls | coordenades                                                       | Protecció | Commons (més fotos) | Dades a WD                    |
| ------ | ------------------- | --------------------- | ------------ | ------- | ----------------------------------------------------------------- | --------- | ------------------- | ----------------------------- |
|        | Serrat de la Rovira | Sant Quirze de Besora | muntanya     |         | 42° 06′ 01″ N, 2° 12′ 30″ E / 42.10021111°N,2.20838889°E 639 msnm |           |                     | Modifica les dades a Wikidata |
|        | el Bufí             | Sant Quirze de Besora | muntanya     |         | 42° 05′ 37″ N, 2° 13′ 03″ E / 42.093518°N,2.217546°E 743 msnm     |           |                     | Modifica les dades a Wikidata |

## plaça
| imatge | Nom             | Ubicat a              | instància de | Detalls | coordenades                                                                   | Protecció | Commons (més fotos) | Dades a WD                    |
| ------ | --------------- | --------------------- | ------------ | ------- | ----------------------------------------------------------------------------- | --------- | ------------------- | ----------------------------- |
|        | Plaça Major     | Sant Quirze de Besora | plaça        |         | 42° 06′ 00″ N, 2° 13′ 22″ E / 42.1000454°N,2.2228324°E ca:Plaça Major         |           |                     | Modifica les dades a Wikidata |
|        | Plaça Major, 11 | Sant Quirze de Besora | plaça        |         | 42° 06′ 00″ N, 2° 13′ 22″ E / 42.1000066°N,2.2228246°E ca:Plaça Major núm. 11 |           |                     | Modifica les dades a Wikidata |

## polígon industrial
| imatge | Nom                               | Ubicat a              | instància de       | Detalls | coordenades                                                         | Protecció | Commons (més fotos) | Dades a WD                    |
| ------ | --------------------------------- | --------------------- | ------------------ | ------- | ------------------------------------------------------------------- | --------- | ------------------- | ----------------------------- |
|        | Can Guixà                         | Sant Quirze de Besora | polígon industrial |         | 42° 05′ 58″ N, 2° 13′ 31″ E / 42.0993817278132°N,2.22518009024627°E |           |                     | Modifica les dades a Wikidata |
|        | Polígon industrial de la Foradada | Sant Quirze de Besora | polígon industrial |         | 42° 05′ 56″ N, 2° 13′ 52″ E / 42.0989808723191°N,2.23119537600729°E |           |                     | Modifica les dades a Wikidata |

## pont
| imatge | Nom                           | Ubicat a              | instància de | Detalls                                             | coordenades                                                                           | Protecció                                  | Commons (més fotos)          | Dades a WD                    |
| ------ | ----------------------------- | --------------------- | ------------ | --------------------------------------------------- | ------------------------------------------------------------------------------------- | ------------------------------------------ | ---------------------------- | ----------------------------- |
|        | Pont de Sant Quirze de Besora | Sant Quirze de Besora | pont         | Travessa: Ter                                       | 42° 06′ 06″ N, 2° 13′ 06″ E / 42.1017°N,2.21828°E ca:Pont damunt del Ter              | bé integrant del patrimoni cultural català | Pont a Sant Quirze de Besora | Modifica les dades a Wikidata |
|        | Pont del Ferrocarril          | Sant Quirze de Besora | pont         | 1880 Travessa: Ter Hi passa: línia Barcelona-Ripoll | 42° 05′ 52″ N, 2° 13′ 28″ E / 42.0977278062076°N,2.22432951943515°E ca:Damunt del Ter |                                            |                              | Modifica les dades a Wikidata |

## pou
| imatge | Nom                                | Ubicat a              | instància de              | Detalls      | coordenades                                                                                          | Protecció | Commons (més fotos) | Dades a WD                    |
| ------ | ---------------------------------- | --------------------- | ------------------------- | ------------ | --- | --------- | ------------------- | ----------------------------- |
|        | Pou Bufí                           | Sant Quirze de Besora | pou element arquitectònic | 18th century | 42° 05′ 46″ N, 2° 13′ 27″ E / 42.0960361°N,2.2242875°E ca:A la zona del Bufí a sota de la Gasolinera |           |                     | Modifica les dades a Wikidata |
|        | Pou d'aigua al carrer del Pont, 20 | Sant Quirze de Besora | pou                       |              | 42° 06′ 02″ N, 2° 13′ 19″ E / 42.1006902°N,2.2218067°E ca:Carrer del Pont núm. 20                    |           |                     | Modifica les dades a Wikidata |
|        | Pou de la Cúbia                    | Sant Quirze de Besora | pou                       | 17th century | 42° 05′ 55″ N, 2° 14′ 54″ E / 42.0987498°N,2.2483322°E ca:Casa de la Cúbia S/N                       |           |                     | Modifica les dades a Wikidata |
|        | Pou de les Comes                   | Sant Quirze de Besora | pou element arquitectònic | 17th century | 42° 06′ 25″ N, 2° 13′ 44″ E / 42.1070773°N,2.2288516°E ca:Mas de les Comes S/N                       |           |                     | Modifica les dades a Wikidata |

## túnel
| imatge | Nom                  | Ubicat a              | instància de | Detalls | coordenades                                                         | Protecció | Commons (més fotos) | Dades a WD                    |
| ------ | -------------------- | --------------------- | ------------ | ------- | ------------------------------------------------------------------- | --------- | ------------------- | ----------------------------- |
|        | Túnel de Sant Quirze | Sant Quirze de Besora | túnel        |         | 42° 05′ 37″ N, 2° 13′ 24″ E / 42.0937033348694°N,2.22320560133435°E |           |                     | Modifica les dades a Wikidata |
|        | Túnel del Rocal      | Sant Quirze de Besora | túnel        |         | 42° 06′ 37″ N, 2° 12′ 43″ E / 42.1103161315266°N,2.21204424543094°E |           |                     | Modifica les dades a Wikidata |

## Misc
| imatge | Nom                                                                    | Ubicat a                                    | instància de                                                                   | Detalls                                                               | coordenades | Protecció                                  | Commons (més fotos)                            | Dades a WD                    |
| ------ | ---------------------------------------------------------------------- | ------------------------------------------- | ------------------------------------------------------------------------------ | --------------------------------------------------------------------- | --- | ------------------------------------------ | ---------------------------------------------- | ----------------------------- |
|        | Barri de l'Hostal Nou                                                  | Sant Quirze de Besora                       | barri                                                                          |                                                                       | 42° 06′ 10″ N, 2° 12′ 53″ E / 42.1029091°N,2.2147245°E ca:C/Hostal Nou                                                         |                                            |                                                | Modifica les dades a Wikidata |
|        | Bassa del primer racó                                                  | Sant Quirze de Besora                       | bassa                                                                          |                                                                       | 42° 05′ 58″ N, 2° 15′ 01″ E / 42.0993608°N,2.2501946°E ca:Zona del Racó                                                        |                                            |                                                | Modifica les dades a Wikidata |
|        | Escales del carrer o baixada de Joan Baptista Espadaler                | Sant Quirze de Besora                       |                                                                                | 1887                                                                  | 42° 06′ 01″ N, 2° 13′ 19″ E / 42.1001701°N,2.2219827°E                                                                         |                                            |                                                | Modifica les dades a Wikidata |
|        | Estació de Sant Quirze de Besora                                       | Sant Quirze de Besora                       | estació de ferrocarril                                                         | Estil: arquitectura eclèctica                                         | 42° 06′ 17″ N, 2° 13′ 04″ E / 42.10483333333333°N,2.217722222222222°E ca:C/Estació S/N                                         |                                            | Sant Quirze de Besora train station            | Modifica les dades a Wikidata |
|        | Fàbrica de Can Guixà                                                   | Sant Quirze de Besora                       | edifici industrial                                                             |                                                                       | 42° 05′ 56″ N, 2° 13′ 33″ E / 42.098770816755°N,2.225796433877°E ca:Carrer de Sant Josep núm. 1                                |                                            |                                                | Modifica les dades a Wikidata |
|        | Nucli antic de Sant Quirze de Besora                                   | Sant Quirze de Besora                       | centre històric                                                                |                                                                       | 42° 06′ 01″ N, 2° 13′ 21″ E / 42.100334°N,2.222478°E                                                                           | bé integrant del patrimoni cultural català | Conjunt del casc antic (Sant Quirze de Besora) | Modifica les dades a Wikidata |
|        | Placa commemorativa a la donació del rellotge de l'Església            | Sant Quirze de Besora                       | placa commemorativa                                                            | 1996                                                                  | 42° 06′ 01″ N, 2° 13′ 23″ E / 42.100393°N,2.2229399°E ca:A la placeta de l'Església S/N                                        |                                            |                                                | Modifica les dades a Wikidata |
|        | Puig Bufi                                                              | Sant Quirze de Besora                       | vèrtex geodèsic                                                                | Alt: 1.19m                                                            | 42° 05′ 37″ N, 2° 13′ 03″ E / 42.093491°N,2.217586°E 742.745 msnm                                                              |                                            |                                                | Modifica les dades a Wikidata |
|        | Rectoria                                                               | Sant Quirze de Besora                       | rectoria                                                                       | Estil: arquitectura popular 1890                                      | 42° 06′ 03″ N, 2° 13′ 22″ E / 42.100928°N,2.222768°E ca:C/ dels Patis núm. 29                                                  | bé integrant del patrimoni cultural català |                                                | Modifica les dades a Wikidata |
|        | Resclosa de les Illes                                                  | Sant Quirze de Besora                       | resclosa                                                                       | Estil: arquitectura eclèctica 1932                                    | 42° 05′ 45″ N, 2° 13′ 48″ E / 42.0958361°N,2.2301042°E ca:Damunt del Ter                                                       |                                            |                                                | Modifica les dades a Wikidata |
|        | Sant Quirze de Besora                                                  | Sant Quirze de Besora                       | entitat singular de població capital municipal ens local històric de Catalunya | 2127 hab                                                              | 42° 06′ 02″ N, 2° 13′ 23″ E / 42.1005895°N,2.22310495°E 585 msnm                                                               |                                            |                                                | Modifica les dades a Wikidata |
|        | Terrenys d'acampada el Rossinyol                                       | Sant Quirze de Besora                       | indret                                                                         | 1990                                                                  | 42° 05′ 47″ N, 2° 14′ 35″ E / 42.0965148°N,2.2430857°E ca:El Solà                                                              |                                            |                                                | Modifica les dades a Wikidata |
|        | Vestigis d'una antiga torre de defensa del carrer del Pont, 7          | Sant Quirze de Besora                       | torre de defensa                                                               |                                                                       | 42° 06′ 01″ N, 2° 13′ 19″ E / 42.1002603°N,2.22195°E ca:Carrer del Pont núm. 7                                                 |                                            |                                                | Modifica les dades a Wikidata |
|        | Vestigis de les muralles al darrere de les finques del carrer del Pont | Sant Quirze de Besora                       | muralla urbana                                                                 |                                                                       | 42° 06′ 03″ N, 2° 13′ 15″ E / 42.1007698°N,2.2208318°E ca:Carrer del Pont 37 i horts de la part del darrere orientats a migdia |                                            |                                                | Modifica les dades a Wikidata |
|        | Via Romana                                                             | Sant Quirze de Besora                       | via romana estructura romana                                                   |                                                                       | | bé integrant del patrimoni cultural català |                                                | Modifica les dades a Wikidata |
|        | botiga de queviures de Ca l'Espadaler                                  | Sant Quirze de Besora                       | botiga                                                                         |                                                                       | 42° 06′ 03″ N, 2° 13′ 16″ E / 42.1008693°N,2.2210027°E ca:Carrer del Pont núm. 33                                              |                                            |                                                | Modifica les dades a Wikidata |
|        | casa consistorial de Sant Quirze de Besora                             | Sant Quirze de Besora                       | casa consistorial                                                              |                                                                       | 42° 06′ 01″ N, 2° 13′ 22″ E / 42.1003125°N,2.2226779°E ca:Plaça Major, 1                                                       |                                            |                                                | Modifica les dades a Wikidata |
|        | mosaic de la Farmàcia del carrer del Pont, 45                          | Sant Quirze de Besora                       | mosaic                                                                         | 20th century                                                          | 42° 06′ 04″ N, 2° 13′ 14″ E / 42.1010285°N,2.2205417°E ca:Carrer del Pont núm.45                                               |                                            |                                                | Modifica les dades a Wikidata |
|        | serra de la Cogulera                                                   | Santa Maria de Besora Sant Quirze de Besora | serra                                                                          |                                                                       | 42° 06′ 12″ N, 2° 15′ 25″ E / 42.10325°N,2.25680833°E ca:Cim de la serra de la Cogulera 916.2 msnm                             |                                            |                                                | Modifica les dades a Wikidata |
|        | xemeneia de Can Guixà                                                  | Sant Quirze de Besora                       | xemeneia de fàbrica                                                            | Estil: arquitectura popular 19th century Estat: enderrocat o destruït | 42° 05′ 57″ N, 2° 13′ 34″ E / 42.099258°N,2.226151°E 466 msnm                                                                  | bé integrant del patrimoni cultural català |                                                | Modifica les dades a Wikidata |